# Dalemstroompje
Het Dalemstroompje is een kleine waterloop die ontspringt op de Cartierheide, langs Dalem noordwaarts stroomt en zich ten westen van Hapert bij de Aa of Goorloop voegt en aldus de Groote Beerze vormt. Het stroompje is nog geen 4 km lang.
Het stroompje is tegenwoordig gekanaliseerd, maar reeds in een vroeg stadium is er een hermeanderingsproject uitgevoerd in een bosje dat zich ten zuidwesten van Dalem bevindt. Zo heeft het stroompje model gestaan voor de hermeanderingsprojecten die in het eerste decennium van de 21e eeuw op veel grotere schaal door het Waterschap De Dommel werden uitgevoerd.